# Акберди
Акберди (каз. Ақберді) — село в Шардаринском районе Туркестанской области Казахстана. Входит в состав сельского округа Кауысбека. Код КАТО — 516457200.

## Население
В 1999 году население села составляло 212 человек (108 мужчин и 104 женщины). По данным переписи 2009 года, в селе проживало 260 человек (129 мужчин и 131 женщина).